# Атамекенський сільський округ (Жетисайський район)
Атамеке́нський сільський округ (каз. Атамекен ауылдық округі, рос. Атамекенский сельский округ) — адміністративна одиниця у складі Жетисайського району Туркестанської області Казахстану. Адміністративний центр — село Атамекен.
Населення — 9175 осіб (2021; 9170 у 2009, 7554 у 1999, 7007 у 1989).
Станом на 1989 існували Когалинська сільська рада (села Жібекші, Калпаксай, Когали, Цілина, селища Пралі, Тамди) та Куйбишевська сільська рада (села 40 літ Побєди, Алімбетово, Габдулліно, Гагаріно, Жемісті, Куйбишево, Махташи, Талапти) Кіровського району, з 1993 року — Когалинський сільський округ та Куйбишевський сільський округ. 1997 року Когалинський сільський округ увійшов до складу Куйбишевського. 2023 року до складу Атамекенського сільського округу передано 0,14 км² Жилисуського сільського округу. 2023 року ліквідовано села Жібекші, Калпаксай та Пралі.

## Склад
До складу округу входять такі населені пункти:
| Населений пункт  | Колишні назви                                                     | Населення, осіб (1989) | Населення, осіб (1999) | Населення, осіб (2009) | Населення, осіб (2021) |
| ---------------- | ----------------------------------------------------------------- | ---------------------- | ---------------------- | ---------------------- | ---------------------- |
| Алімбетово, село | -                                                                 | 47                     | 36                     | 44                     | 138                    |
| Атамекен, село   | отділення № 1 совхоза імені 40-ліття Узбецької РСР, Куйбишево     | 1671                   | 2072                   | 2611                   | 2401                   |
| Баянди, село     | отділення № 4 совхоза імені 40-ліття Узбецької РСР, 40 літ Побєди | 1077                   | 1310                   | 1610                   | 2014                   |
| Габдулліно, село | отділення № 5 совхоза імені 40-ліття Узбецької РСР                | 61                     | 19                     | 32                     | 12                     |
| Гаришкер, село   | Гагаріно                                                          | 41                     | 58                     | 88                     | 122                    |
| Жемісті, село    | -                                                                 | 878                    | 1133                   | 1246                   | 1286                   |
| Жібекші, село    | бригада № 8 отділення № 1 совхоза імені 40-ліття Узбецької РСР    | 349                    | 25                     | 4                      | 12                     |
| Калпаксай, село  | -                                                                 | 220                    | 61                     | 39                     | 9                      |
| Когали, село     | -                                                                 | 991                    | 990                    | 1247                   | 1086                   |
| Макташи, село    | отділення № 5 совхоза імені 40-ліття Узбецької РСР, Махташи       | 589                    | 779                    | 924                    | 765                    |
| Пралі, село      | -                                                                 | 111                    | 119                    | 12                     | 5                      |
| Талапти, село    | -                                                                 | 562                    | 727                    | 1032                   | 1161                   |
| Тамди, село      | -                                                                 | 113                    | -                      | -                      | -                      |
| Тиндала, село    | отділення № 3 совхоза імені 40-ліття Узбецької РСР, Цілина        | 297                    | 225                    | 281                    | 164                    |